# Drewnica widłówka

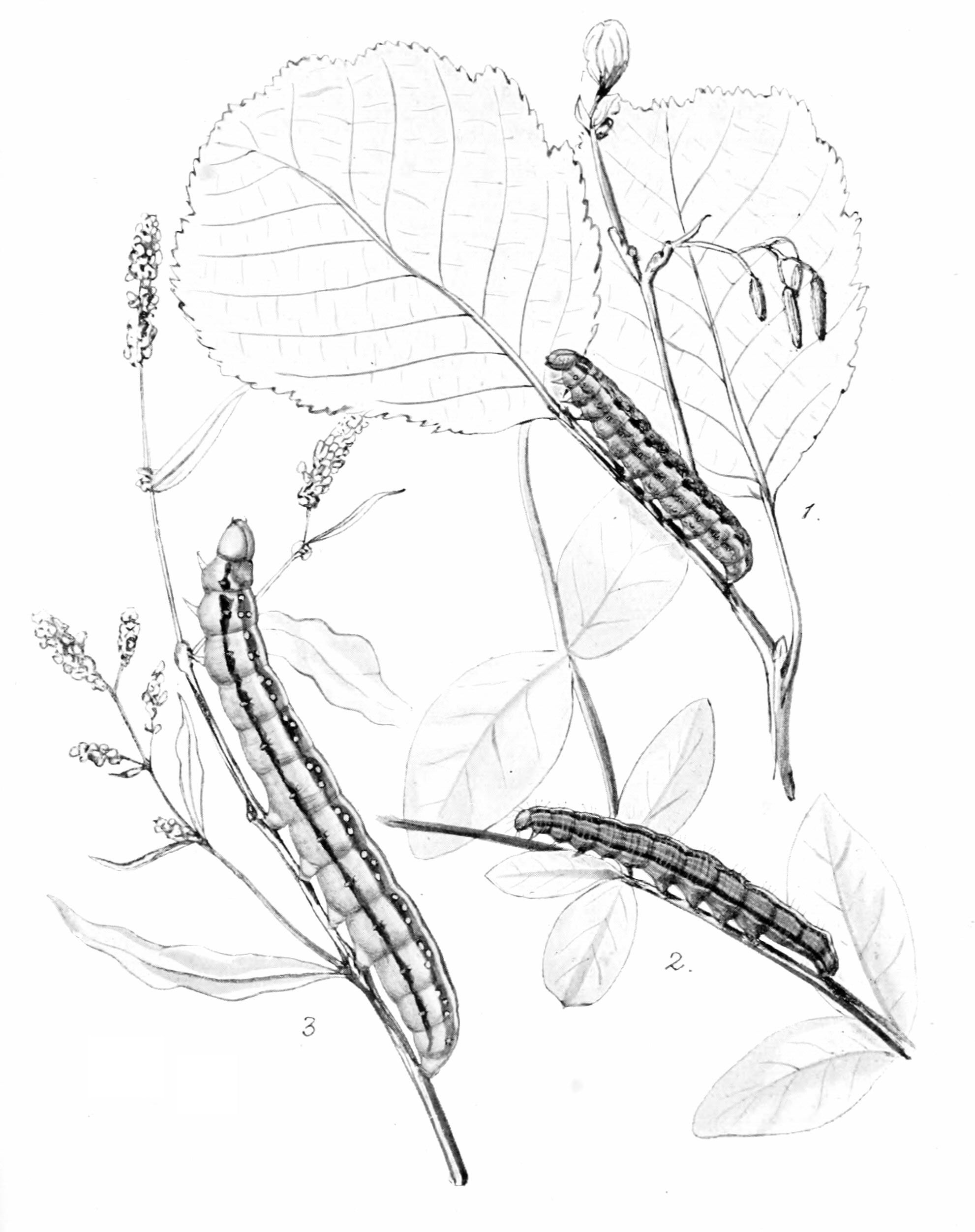
Rycina gąsienicy drewnicy widłówki na liściu olszy oznaczona numerem 1

Drewnica widłówka (Lithophane furcifera) – gatunek motyla z rodziny sówkowatych. Zamieszkuje palearktyczną Eurazję od Półwyspu Iberyjskiego po Syberię i zachodnie Chiny. Gąsienice żerują na drzewach liściastych, najchętniej na olszach.

## Taksonomia
Gatunek ten opisany został po raz pierwszy w 1766 roku przez Johanna Siegfrieda Hufnagela pod nazwą Phalaena socia. Jako miejsce typowe autor wskazał okolice Berlina w Niemczech. W 1775 roku ten sam gatunek opisany został z Wiednia przez Johanna N.C.M. Denisa i Ignaza Schiffermüllera jako Noctua conformis.

## Morfologia
Motyl ten osiąga od 41 do 48 mm rozpiętości skrzydeł. Ma stosunkowo dużą głowę z dobrze wykształconą ssawką, dużymi oczami złożonymi i dość szerokim czołem porośniętym włosowatymi łuskami. Wierzch tułowia porastają włosowate i łopatowate łuski, spiętrzające się na przedzie w podłużny czub. Skrzydło przednie jest długie i wąskie, długości od 20 do 23 mm. Tło ma ciemnoszare z czerwonym nalotem w polu środkowym. Plamka okrągła ma ten sam kolor co tło skrzydła. Plamka nerkowata jest bardzo duża i ubarwiona czerwonobrunatnie. Lekko wygięta smuga nasadowa jest tak samo wyraźna jak czarna kreska między plamką czopkowatą a zewnętrzną. Przepaski poprzeczne skrzydła są słabo zaznaczone, a obrzeżenie jego zewnętrznego brzegu jest co najwyżej niewyraźnie zaznaczone. Skrzydło tylne ma zaokrąglony zarys i czerwonawą stronę spodnią. Włoskowate łuski na odwłoku tworzą ciemno zabarwiony czubek.

## Ekologia i występowanie
Owad ten zamieszkuje drzewostany na stanowiskach wilgotnych. Zasiedla lasy liściaste i mieszane, najchętniej w dolinach strumieni, nad rzekami, jeziorami i na mokradłach. Owady dorosłe pojawiają się w sierpniu lub wrześniu i pozostają aktywne do października. Są stadium zimującym. Wybudzają się wczesną wiosną i przeżywają do maja. Żerowanie gąsienic odbywa się od kwietnia lub maja do czerwca lub lipca. Są foliofagami. Najchętniej żerują na olszy czarnej i olszy szarej, ale wśród ich roślin żywicielskich wymienia się także brzozy, dęby, topole i wierzby. Młodsze gąsienice całą dobę przebywają na spodniej stronie liści. Starsze żerują głównie nocą, a część z nich kryje się za dnia pod mchem lub odstającą korą na pniu drzewa.
Gatunek palearktyczny. W Europie znany jest z Portugalii, Hiszpanii, Andory, Wielkiej Brytanii, Francji, Belgii, Luksemburgu, Holandii, Niemiec, Szwajcarii, Austrii, Włoch, Danii, Szwecji, Norwegii, Finlandii Estonii, Łotwy, Litwy, Polski, Czech, Słowacji, Węgier, Białorusi, Ukrainy, Rumunii, Mołdawii, Bułgarii, Słowenii, Chorwacji, Bośni i Hercegowiny, Serbii, Czarnogóry, Macedonii Północnej oraz europejskiej części Rosji. W Azji zamieszkuje północną Turcję, Syberię, Ałtaj i zachodnie Chiny. Swym zasięgiem omija większą część rejonu śródziemnomorskiego.
Motylowi temu zagraża utrata wilgotnych siedlisk wskutek działań prowadzonych w ramach gospodarki rolnej i leśnej oraz wskutek przeznaczania ich pod zabudowę.